# Live in the LBC & Diamonds in the Rough
Live in the LBC & Diamonds in the Rough es el segundo DVD de la banda de heavy metal Avenged Sevenfold. Lanzado el 16 de septiembre de 2008 por Warner Bros. El concierto está grabado en su ciudad natal, en el Long Beach Arena el 10 de abril de 2008, encabezado por la gira Rockstar Taste of Chaos, mientras que el CD contiene caras B que fueron grabadas para Avenged Sevenfold, además de varias versiones y material nunca escuchado. The Rev canta en "Crossroads" y "Flash of the Blade."
El DVD fue dirigido por Rafa Alcantara de Core Entertainment, quien también trabajo el documental de la banda All Excess.
El 15 de agosto de 2008, el tráiler del DVD fue publicado en su canal Youtube. El 5 de septiembre de 2008, publicaron la canción "Seize the Day" del DVD desde su cuenta de imeem. Más tarde publicaron "Unholy Confessions" y "Scream."
El álbum contiene dos canciones de su álbum homónimo mezcladas:
- CLA Mix de "Almost Easy", las canciones original mezclada por Chris Lord-Ages en vez de por Andy Wallace. Esto incluye la mezcla de voces de Shadows y The Rev.
- Versión alternativa de "Afterlife" con un puente diferente y sección de riffs a lo largo de toda la canción.

Live in the LBC & Diamons in the Rough ha sido certificado como disco de platino por la RIAA. El 5 de noviembre de 2008 fue certificado como disco de oro, pero más tarde se certificó como platino por vender más de 100.000 copias.
En enero de 2020, Avenged Sevenfold lanzó "Set Me Free", una canción inédita grabada durante las sesiones de grabación de Hail to the King.  También anunciaron que la canción se incluiría en un relanzamiento remasterizado de Live in the LBC & Diamonds in the Rough, que se lanzará el 6 de marzo y el 7 de febrero, respectivamente. También se anunció un vinilo transparente de edición limitada de Diamonds in the Rough.

## Lista de canciones

### Live in the LBC (DVD)
Todas estas canciones, como se ha dicho antes, están grabadas en vivo. Todas las canciones están compuestas por Avenged Sevenfold, salvo las canciones que tienen una indicación.

| N.º | Título                                                                   | Duración |  |
| 2.  | «Critical Acclaim»                                                       | 6:06     |  |
| 3.  | «Second Heartbeat (abridged)»                                            | 5:07     |  |
| 4.  | «Afterlife»                                                              | 7:33     |  |
| 5.  | «Beast and the Harlot»                                                   | 6:00     |  |
| 6.  | «Scream»                                                                 | 6:24     |  |
| 7.  | «Seize the Day»                                                          | 7:55     |  |
| 8.  | «Walk (abridged and member from the audience on vocals)» (Pantera cover) | 2:12     |  |
| 9.  | «Bat Country»                                                            | 6:01     |  |
| 10. | «Almost Easy»                                                            | 5:38     |  |
| 11. | «Gunslinger»                                                             | 4:30     |  |
| 12. | «Unholy Confessions»                                                     | 7:25     |  |
| 13. | «A Little Piece of Heaven» (Encore)                                      | 10:56    |  |

### Diamonds In The Rough (CD)
Todas las canciones están escritas por Avenged Sevenfold, excepto las que tienen una indicación.

Todas las canciones escritas y compuestas por Avenged Sevenfold (unless otherwise noted). 
| N.º | Título                                   | Duración |  |
| 1.  | «Demons»                                 | 6:11     |  |
| 2.  | «Girl I Know»                            | 4:23     |  |
| 3.  | «Crossroads»                             | 4:30     |  |
| 4.  | «Flash of the Blade» (Iron Maiden cover) | 4:01     |  |
| 5.  | «Until the End»                          | 4:44     |  |
| 6.  | «Tension»                                | 4:50     |  |
| 7.  | «Walk» (Pantera cover)                   | 5:21     |  |
| 8.  | «The Fight»                              | 4:07     |  |
| 9.  | «Dancing Dead»                           | 5:49     |  |
| 10. | «Almost Easy» (CLA Mix)                  | 3:53     |  |
| 11. | «Afterlife» (Alternate version)          | 5:55     |  |

## Integrantes

### Diamonds in the Rough
- M. Shadows- Vocalista
- Zacky Vengeance - guitarra rítmica, coros, guitarra en "Dancing Dead"
- The Rev - Batería, coros
- Synyster Gates - guitarra líder, coros
- Johnny Christ - Bajo

### Live in the LBC
- M. Shadows- Vocalista, órgano en "Critical Acclaim"
- Zacky Vengeance - Guitarra rítmica, coros
- The Rev - Batería, Voz, Voz líder en A Little Piece of Heaven
- Synyster Gates - Guitarra líder, coros
- Johnny Christ - Bajo, Voz en el intro de Seize the Day

### Colaboraciones
- Brian Haner (Padre de Synyster Gates) - en "Until the End"